# Zabójstwo Johna Lennona
Zabójstwo Johna Lennona – zabójstwo dokonane 8 grudnia 1980 roku w godzinach wieczornych w Nowym Jorku.
Brytyjski muzyk John Lennon, członek zespołu The Beatles, został zastrzelony w bramie Dakoty, rezydencji w której mieszkał. Sprawcą tego czynu okazał się Amerykanin – Mark David Chapman, fan Beatlesów, mieszkaniec Honolulu na Hawajach. Chapman stwierdził, że był rozgniewany stylem życia i publicznymi wypowiedziami Lennona, zwłaszcza jego szeroko nagłośnioną uwagą o Beatlesach, którzy są „bardziej popularni niż Jezus”, oraz tekstami późniejszych piosenek muzyka – „God” i „Imagine”. Chapman powiedział również, że zainspirowała go fikcyjna postać Holdena Caulfielda z powieści J.D. Salingera Buszujący w zbożu.
Chapman planował to zabójstwo od kilku miesięcy. Rankiem 8 grudnia czekał na Lennona przy Dakocie. Tego samego dnia osobiście spotkał swojego idola, który podpisał dla niego kopię albumu Double Fantasy. Wcześniej muzyk pojechał z żoną Yoko Ono na sesję nagraniową w Record Plant Studio. Późnym wieczorem Lennon i Ono wrócili do Dakoty. Gdy para szła w kierunku bramy budynku, Chapman wystrzelił z rewolweru kalibru .38 pięć pocisków, z których cztery trafiły Lennona w plecy. Chapman pozostał na miejscu zbrodni do czasu aresztowania, czytając Buszującego w zbożu. Lennon został przewieziony radiowozem do Roosevelt Hospital, gdzie po przyjeździe stwierdzono jego zgon.
Zarówno w Stanach Zjednoczonych jak i na całym świecie zapanowała atmosfera żałoby. Tłumy zgromadziły się przed Roosevelt Hospital i przed Dakotą. Ludzie w okolicznych budynkach stawiali w oknach zapalone świece,  co najmniej trzech fanów Beatlesów popełniło samobójstwo. Lennon został skremowany na cmentarzu Ferncliff w Hartsdale w stanie Nowy Jork w dniu 12 grudnia; prochy zostały przekazane Ono, która zamiast organizowania pogrzebu, poprosiła o 10 minut ciszy na całym świecie dla uczczenia pamięci jej męża. W późniejszym czasie Chapman przyznał się do zamordowania Lennona i za morderstwo drugiego stopnia otrzymał wyrok 20 lat do dożywocia. Od 2000 roku może ubiegać się o zwolnienie warunkowe, jednak za każdym razem jego wnioski są opiniowane negatywnie (ostatni raz w 2020). W 2022 roku Chapman ponownie (po raz dwunasty) podjął się próby uzyskania zwolnienia warunkowego.

## Wydarzenia poprzedzające morderstwo

### 8 grudnia 1980
Tego dnia rano amerykańska fotograf i portrecistka Annie Leibovitz pojechała do mieszkania Lennonów, aby zrobić im sesję zdjęciową dla magazynu Rolling Stone. Leibovitz początkowo obiecała im, że zdjęcie ich obu razem znajdzie się na okładce magazynu. Później wykonała kilka zdjęć samego Johna Lennona, z których jedno pierwotnie miało znajdować się na okładce jednego z numerów. Lennon nalegał jednak, aby zarówno on, jak i jego żona byli na okładce. Później Leibovitz stwierdziła, że: „Nikt nie chciał jej (Ono) na okładce”. Po zrobieniu zdjęć opuściła ich mieszkanie. Po sesji zdjęciowej Lennon udzielił swojego ostatniego wywiadu DJ-owi z San Francisco, Dave'owi Sholinowi, na temat jednego z programów muzycznych, który miał być wyemitowany w Radiu RKO. Około 4:30 Lennon i Ono pojechali do wytwórni Record Plant Studio (inne źródła jako miejsce docelowe podają Hit Factory), aby popracować nad piosenką „Walking on Thin Ice” (piosenka Ono z udziałem Johna grającego na gitarze).

#### Sprawca
Mark David Chapman, (ur. 10 maja 1955), 25-letni ochroniarz z Honolulu na Hawajach, był fanem Beatlesów. Twierdził, że zdenerwowała go szeroko nagłośniona uwaga Lennona z 1966 roku o tym, że grupa jest „bardziej popularna niż Jezus”, a zwłaszcza teksty późniejszych piosenek Lennona. Z biegiem czasu powieść J.D. Salingera Buszujący w zbożu nabrała dla Chapmana wielkiego osobistego znaczenia, do tego stopnia, że chciał on wzorować swoje życie na bohaterze powieści, Holdenie Caulfieldzie. Do chwili popełnienia zbrodni nie był skazany prawomocnym wyrokiem za żadne przestępstwo. Chapman pierwotnie planował zabić Lennona już w październiku 1980, ale ostatecznie zmienił zdanie i wrócił do domu.
6 grudnia 1980 roku ponownie przyleciał do amerykańskiej metropolii. 8 grudnia rano Chapman opuścił swój pokój w hotelu Sheraton, pozostawiając rzeczy osobiste, które później znalazła policja. Kupił egzemplarz Buszującego w zbożu, w którym napisał adnotację „To jest moje oświadczenie”, podpisując ją „Holden Caulfield”. Następnie Chapman czekał na Lennona przed Dakotą, spędził większość dnia w pobliżu wejścia do posiadłości, rozmawiając z fanami i portierem. Później Mark spotkał gosposię zatrudnioną przez muzyka, która wracała ze spaceru z pięcioletnim synem Lennona, Seanem. Chapman podszedł do niej, uścisnął dłoń Seana i powiedział, że to piękny chłopiec, cytując piosenkę Lennona „Beautiful Boy (Darling Boy)”.